# Ivar (película)
Ivar es una película india en malayalam de 1980, dirigida por IV Sasi y producida por MO Joseph. La película está protagonizada por Sharada, Seema, Sukumaran y José en los papeles principales. La película tiene una partitura musical de G. Devarajan .

## Reparto
- Sharada como Savithri / Margaret
- Seema como Lisa
- Sukumari como María
- José como Stanley
- Sankaradi como Varkey
- Raghavan como Damu
- Sathaar
- Sukumaran como Raghavan Nair
- Bahadoor como Koyaakka
- Balan K. Nair como Avaran Muthalali
- Kunchan como Porinchu
- MG Soman como Leslie
- Meena como la madre de Savithri
- Paravoor Bharathan como el padre de Savithri
- Ravikumar como Babu
- Seda Smitha como Susamma
- Kollam GK Pillai

## Banda sonora
La música fue compuesta por G. Devarajan y la letra fue escrita por P. Bhaskaran . 
| No. | Canción                       | Cantantes                                                | Letra        | Duración (m: ss) |
| 1   | "Onne Onne Onne Po"           | K.P. Brahmanandan, C.O. Anto, Karthikeyan, Sherin Peters | P. Bhaskaran |                  |
| 2   | "Vellimani Naadam"            | P. Madhuri, Ambili, Coro, C.O. Anto, Karthikeyan         | P. Bhaskaran |                  |
| 3   | "Vindhyaparvatha Saanuvinkal" | Ambili, Karthikeyan                                      | P. Bhaskaran |                  |
| 4   | "Vrischikappularithan (Bit)   | Karthikeyan, Sherin Peters                               | P. Bhaskaran |                  |
| 5   | "Vrischikappularithan"        | KJ Yesudas, P. Madhuri                                   | P. Bhaskaran |                  |